# Тис коротколистный
Тис коротколистный, или Тис тихоокеанский (лат. Taxus brevifolia) — вид растений рода Тис (Taxus) семейства Тисовые (Taxaceae).

## Описание
Вечнозелёное дерево или кустарник до 6—12 (25) м высотой, ствол 30—40 (130) см в диаметре. Крона ширококоническая, ветви горизонтальные или восходящие, молодые побеги слегка свисающие. Почки с заострёнными чешуями. Листья линейные, короткочерешковые, внезапно заострённые, сверху желтовато- или голубовато-зелёные, снизу бледнее, 10—20 мм длиной, 2 мм шириной.
Двудомное растение. Микростробилы мелкие, пазушные, продолговатые. Семена яйцевидные, 2—4-гранные, около 5 мм длиной. Ариллус (шишкоягода) оранжево-красный или красный, до 1 см в диаметре.

## Распространение
Встречается на северо-западе Северной Америки в Канаде (провинции Альберта и Британская Колумбия) и США (штаты Айдахо, Аляска, Вашингтон, Калифорния, Монтана, Невада и Орегон).

## Синонимы
- Taxus baccata var. brevifolia (Nutt.) Koehne (1893)
- Taxus baccata subsp. brevifolia (Nutt.) Pilg. (1903)
- Taxus baccata var. canadensis Benth. (1857), nom. illeg.
- Taxus bourcieri Carrière (1854)
- Taxus brevifolia var. polychaeta Spjut (2007)
- Taxus brevifolia subsp. polychaeta (Spjut) Silba (2010)
- Taxus brevifolia var. reptaneta Spjut (2007)
- Taxus brevifolia subsp. reptaneta (Spjut) Silba (2010)
- Taxus lindleyana A.Murray (1855)
- Taxus occidentalis Nutt. (1849)